# Luis Milla
Luis Milla Aspas (ur. 12 marca 1966 w Teruel) – hiszpański trener i piłkarz występujący na pozycji pomocnika. W czasie swojej trwającej szesnaście lat kariery zawodniczej reprezentował barwy trzech klubów: FC Barcelony, Realu Madryt i Valencii.

## Kariera klubowa
W sezonie 1984/85 w spotkaniu przeciwko Realowi Saragossa Milla zadebiutował w pierwszym zespole Barcelony. Był to zarazem jego ostatni występ w tych rozgrywkach. Przez kolejne trzy lata pomocnik występował w zespole rezerw.
W 1988 roku Milla został definitywnie włączony do kadry pierwszego zespołu. Dwa lata później pomiędzy Millą a zarządem klubu i menadżerem Johanem Cruijffem rozgorzał spór dotyczący przedłużenia umowy, który zakończył się przejściem zawodnika na zasadzie wolnego transferu do Realu Madryt. W swoim pierwszym sezonie w Realu doznał poważnej kontuzji, lecz później stał się ważnym elementem zespołu, z którym zdobył dwa tytułu mistrza Hiszpanii i Puchar Króla. Nie stracił miejsca w składzie nawet po zakupie przez klub w 1994 roku argentyńskiego pomocnika Fernando Redondo.
Milla Karierę zakończył w czerwcu 2001 roku po czteroletnim pobycie w Valencii. Przez całą karierę rozegrał ponad 400 oficjalnych spotkań.

## Kariera reprezentacyjna
W latach 1989–1990 Milla rozegrał trzy spotkania w reprezentacji Hiszpanii. Debiutował w spotkaniu z reprezentacją Węgier rozgrywanym w ramach eliminacji do Mistrzostw Świata 1990.

## Kariera szkoleniowa
W 2006 roku Milla objął mały klub UD Puçol, jednakże już rok później zmienił pracodawcę. Został wówczas asystentem Michaela Laudrupa w Getafe CF. Gdy po sezonie Duńczyk został zwolniony, z klubu odszedł także Milla. Następnie, latem 2008 roku objął posadę selekcjonera reprezentacji Hiszpanii do lat 19 i do lat 20. Funkcję tę sprawował aż do 2010 roku, gdy został mianowany selekcjonerem kadry do lat 21.